# Елагин, Сергей Иванович (историк)
Сергей Иванович Ела́гин (1824—1868, Санкт-Петербург) — русский историк военно-морского флота, капитан 1-го ранга.

## Биография
Родился 8 (20) октября 1824 года в семье генерал-майора Ивана Михайловича Елагина (1779—184?); мать — Мария Ивановна, урождённая Блок.
Окончил курс в Морском кадетском корпусе в 1846 году со званием мичмана. Служил на кораблях Балтийского флота.
Работал в комиссии по составлению нового Морского устава; потом был правителем канцелярии морского ученого комитета; принимал участие в составлении Морского регламента. Изучив архивы черноморских портов, а затем и архивы Лондона, Гааги, Амстердама, Стокгольма и др., он напечатал добытые и разработанные им данные, под заглавием «Материалы для истории русского флота».
За время с 1862 по 1868 годы под редакцией Елагина были изданы 5 томов материалов Петровского периода, список судов русского флота 1668—1725 гг. Елагин лично написал 1-й том истории русского флота под названием «Историю русского флота. Период Азовский», с 2 томами приложений. После его смерти эту работу продолжили его сотрудники и Ф. Ф. Веселаго продолжили работу. Всего было издано 18 томов «Истории…»
Умер 18 (30) ноября 1868 года. Похоронен с супругой Марией Самуиловной (18.07.1827—14.03.1893) на Волковском православном кладбище.

## Издания трудов
- Елагин С. И. История русского флота. Период Азовский / Предисл. В. П. Саунина. — Воронеж: Центр.-Чернозем. кн. изд-во, 1997. — 352 с. — ISBN 5-7458-0633-8.
- Елагин С. И. «Список судов Балтийского флота». — СПб., 1867[1].